# Erica Reiner
Erica Reiner (4 augustus 1924 – 31 december 2005) was an Amerikaans assyriologe van Hongaarse afkomst. Zij was de uitgever van de Chicago Assyrian Dictionary, het belangrijkste naslagwerk voor het Akkadisch. De CAD beslaat 21 volumes die in een periode van 55 jaar verschenen, het laatste in 2011. Reiner was verbonden aan het Oriental Institute van de Universiteit van Chicago.

## Jeugd en opleiding
Erica Reiner werd geboren in Boedapest. Ze begon met een studie taalkunde aan de Universiteit van Boedapest tot 1948. Daarna studeerde ze Elamitisch, Sumerisch en Akkadisch aan de Ecole Pratique des Hautes Etudes, Parijs. In 1952 vervolgde ze haar studie aan de Universiteit van Chicago, waar ze in 1955 promoveerde.

## Academische loopbaan
Vanaf 1952 was Reiner assistent, vanaf 1956 medewerker van het Oriental Institute in Chicago. Al sinds 1921 werden hier gegevens verzameld in voorbereiding voor het samenstellen van de Chicago Assyrian Dictionary. Samen met A. Leo Oppenheim voerde Reiner het team aan dat in 1956 het eerste deel van de CAD publiceerde. Na Oppenheims overlijden in 1974 nam zij de leiding over. In totaal werkte ze 44 jaar lang aan het project; van 1957-1962 als associate editor, vanaf 1962 als editor, van 1973-1996 als editor-in-charge. Na haar pensionering bleef ze bijdragen aan de CAD.
Naast haar werk aan de CAD was ze vanaf 1973 John A. Wilson Professor of Assyriology; van 1983-2005 John A. Wilson Distinguished Service Professor Emerita in het Oriental Institute. Zij was een van de weinige specialisten in de wereld in het Elamitisch. Reiner publiceerde veel boeken en artikelen in haar vakgebied, de assyriologie.

## Enkele belangrijke publicaties
- The Elamite Language. Handbuch der Orientalistik I.2,1 (1969)
- Your Thwarts in Pieces, Your Mooring Rope Cut: Poetry from Babylonia and Assyria (1985)
- (met David Pingree): Babylonian Planetary Omens, 4 volumes (1975-2005)
- Astral Magic in Babylonia (1995)

## Onderscheidingen
- Guggenheim Fellow, 1974[1]
- Fellow van de American Academy of Arts and Sciences, 1976
- Fellow van de American Philosophical Society, 1982
- Eredoctoraat van de Universiteit van Pennsylvania, 1987[2]
- Eredoctoraat van de Universiteit Leiden, 1990[3]